# Černý Kriš
Černý Kriš (rumunsky: Crișul Negru, maďarsky: Fekete-Körös) je řeka tekoucí z Rumunska do Maďarska, kde se spojuje s řekou Bílý Kriš, společně vytvářejí řeku Kriš, který je levým přítokem řeky Tisy.
Pramen Černého Kriše se nachází na západních svazích pohoří Bihor na svahu vrchu Curcubăta v nadmořské výšce 1460 m n. m. Řeka teče na jih kotlinou Beiuș, načež se stáčí na západ a obtéká od jihu pohoří Codru. U vesnice Zerind protíná rumunsko-maďarskou hranicí, kde se u vesnice Vărsand spojuje s řekou Bílý Kriš. Společně pokračují jako řeka Kriš a v nadmořské výšce 85 m n. m. ústí do řeky Tisy.
Délka toku v Rumunsku je 147,5 km, v Maďarsku 20,5 km, povodí má rozlohu 4237 km². Průměrný průtok je 31,40 m³/s, maximální 648 m³/s a minimální 0,47 m³/s.
Města a obce ležící u řeky Černý Kriš: Vașcău, Ștei, Rieni, Drăgănești, Oradea, Tărcaia, Beiuș, Șuncuiuș, Uileacu de Beiuș, Șoimi, Căpâlna, Tinca, Batăr, Avram Iancu, Zerind v Rumunsku a Sarkad v Maďarsku.

## Přítoky
Přítoky řeky Černý Kriš od pramene až po ústí.
Levostranné: Criștior, Pârâul Țarinii, Briheni, Valea Mare (Cusuiuș), Tărcăița, Finiș, Căldărești, Șerpoasa, Valea Mare (Șuncuiș), Arman, Hălgaș, Fieghiu, Poclușa, Crișul Mic, Rătășel, Beliu, Răchest, Teuz.
Pravostranné: Crișul Nou, Crișul Băița, Valea Neagră, Crăiasa, Crișul Pietros, Talpe, Mizieș, Nimăiești, Ioaniș, Valea Roșie, Prisaca, Săliște, Holod, Pusta, Saraz, Valea Nouă.